# Изокоста
Изокоста (от англ. равна издръжка) е линията, която обхваща всички комбинации от производствените фактори капитал и труд, чието използване би осигурило еднакво съотношение на разходите. Ако си представим една координатна система, на по вертикала и хоризонтала са съответно количеството вложен капитал и труд, то изокостите ще са линии успоредни една на друга ляво ориентирани.
{\displaystyle rK+wL=C\,}
Където w е възнаграждението за труд, а r е наемната цена на капитала.